# −1
U matematici, −1 je aditivno inverzna vrednost od 1. Drugim rečima, to je broj koji kad se doda na 1 daje element aditivne identičnosti, 0. On je negativni ceo broj veći od negativne dvojke (−2) i manji od 0.
Negativna jedinica je povezana sa Ojlerovim identitetom jer je .
U razvoju softvera, −1 se često koristi kao inicijalna vrednost za cele brojeve i da bi se pokazalo da promenljiva ne sadrži korisne informacije.
Negativno jedan ima neka slična, ali malo drugačija svojstva kao pozitivne jedinice.

## Algebarska svojstva
Množenje broja sa −1 je ekvivalentno sa promenom znaka broja. To se može dokazati koristeći zakon distributivnosti i aksiom da je 1 multiplikativni identitet: za x koje je realni broj važi
{\displaystyle x+(-1)\cdot x=1\cdot x+(-1)\cdot x=(1+(-1))\cdot x=0\cdot x=0}
gde se koristi činjenica da je svako realno x puta nula 0 jednako 0, što proizilazi iz jednačine putem poništavanja
{\displaystyle 0\cdot x=(0+0)\cdot x=0\cdot x+0\cdot x\,}
Drugim rečima,
{\displaystyle x+(-1)\cdot x=0\,}
tako da je (−1) · , ili −, aritmetička inverzija od x.

### Kvadrat od −1
Kvadrat od −1, tj. −1 pomnoženo sa −1, jednako je 1. Konsekventno, proizvod dva negativna realna broja je pozitivan.
Za algebarski dokaz ovog rezultata, može se započeti jednačinom
{\displaystyle 0=-1\cdot 0=-1\cdot [1+(-1)]}
Prva jednakost proizilazi iz gornjeg rezultata. Druga sledi iz definicije −1 kao aditivna inverzna vrednost od 1: upravo taj broj kada se doda na 1 daje 0. Sada, koristeći zakon distribucije, može se videti da
{\displaystyle 0=-1\cdot [1+(-1)]=-1\cdot 1+(-1)\cdot (-1)=-1+(-1)\cdot (-1)}
Druga jednakost sledi iz činjenice da je 1 multiplikativni identitet. Međutim, sada dodavanje 1 na obe strane ove poslednje jednačine podrazumeva
{\displaystyle (-1)\cdot (-1)=1}
Gornji argumenti važe za bilo koji prsten, koncept apstraktne algebre kojim se generalizuju celi brojevi i realni brojevi.

### Kvadratni koren od −1
Iako nema realnih kvadratnih korena od −1, kompleksni broj  zadovoljava i2 = −1, i kao takav se može smatrati kvadratnim korenom od −1. Jedini drugi kompleksni broj čiji je kvadrat −1 je −i. U algebri kvaterniona, koja sadrži kompleksnu ravan, jednačina x2 = −1 ima beskonačno mnogo rešenja.

## Eksponencijacija do negativnih celih brojeva
Eksponencijacija nenultog realnog broja se može proširiti na negativne cele brojeve. Prema definiciji  znači da podizanje broja na −1 stepen ima isti efekat kao izračunavanje njegove recipročne vrednosti. Ova definicija se zatim proširuje na negativne cele brojeve, očuvavajući eksponencijalni zakon  za realne brojeve a i b.
Eksponencijacija na negativne cele brojeve se može proširiti do invertabilnih elemenata prstena, putem definisanja x−1 kao multiplikativne inverzne vrednosti od x.
−1 koje se javlja pored funkcija ili matrica ne označava njihovo podizanje na stepen −1, već njihove inverzne funkcije ili inverzne matrice. Na primer,  je inverzna funkcija od f(x), ili sin−1(x) je notacija za  funkciju.

## Računarska reprezentacija
Većina računarskih sistema predstavlja negativne celobrojne brojeve koristeći komplement dvojke. U takvim sistemima, −1 je predstavljen pomoću obrasca bitova sa svim jedinicama. Na primer, 8-bitni ceo broj sa znakom koji koristi komplement dvojke predstavljaće −1 kao binarni niz „11111111” ili „FF” u heksadecimalnom obliku (baza 16). Ako se protumači kao ceo broj bez znaka, ista niz biteva od n jedinica predstavlja 2 − 1, najveću moguću vrednost koju n bitova može da drži. Na primer, 8-bitni niz „11111111” iznad predstavlja 28 − 1 = 255.

## Programski jezici
U nekim programskim jezicima, kada se koristi za indeksiranje nekih tipova podataka (kao što je niz), −1 se može koristiti za identifikaciju poslednje (ili druge zadnje) stavke, u zavisnosti da li 0 ili 1 predstavlja prvu stavku. Ako je prva stavka indeksirana sa 0, tada −1 označava zadnju stavku. Ako je prva stavka indeksirana sa 1, tada −1 identifikuje predzadnju stavku.

## Literatura
- [neophodna registracija]
- (razna izdanja),
- , & ,  978-0-387-97993-9
- [neophodna registracija]
- ,  978-0-88385-328-3
- ,  0-691-05854-7
- ,  978-0-691-11822-2
- ,  0-14-014574-5
- ,  978-0-88385-563-8

## Spoljašnje veze
- (jezik: engleski)